# Bitwa pod Tacuarí
Bitwa pod Tacuarí miała miejsce w roku 1811 w trakcie kampanii paragwajskiej Manuela Belgrano.
W maju 1810 r. proklamowano w Buenos Aires powstanie Junty, która miała rządzić wicekrólestwem La Platy. Junta zorganizowała wyprawę zbrojną do Paragwaju, zamierzając zabezpieczyć autonomię wicekrólestwa przed napływem wojsk hiszpańskich stacjonujących na terenach podległych rojalistom. Do decydującej bitwy kampanii doszło pod Tacuarí w dniu 9 marca 1811 r. Siły rewolucyjne dowodzone przez Manuela Belgrano ustępowały liczebnie przeciwnikowi. Mimo wysokich strat zwycięstwo przypadło w udziale siłom rojalistów paragwajskich. Pomimo niepowodzenia wyprawy generała Belgrano do Paragwaju, dwa miesiące później proklamowano niepodległość tego kraju, zrywając wszelkie kontakty z Hiszpanią. Dyktatorską władzę w kraju objął José Gaspar Rodríguez de Francia.
Literatura:
- Jarosław Spyra: Ayacucho 1824, Wyd. Bellona. Warszawa 2011.

- Bitwa pod Tacuarí